# Los Terrones
Los Terrones är en ort i Mexiko.   Den ligger i kommunen Coyuca de Catalán och delstaten Guerrero, i den södra delen av landet, 210 km sydväst om huvudstaden Mexico City. Los Terrones ligger 278 meter över havet och antalet invånare är 442.
Terrängen runt Los Terrones är varierad, och sluttar norrut. Runt Los Terrones är det ganska glesbefolkat, med 22 invånare per kvadratkilometer. Närmaste större samhälle är Ciudad Altamirano, 7,6 km norr om Los Terrones. Omgivningarna runt Los Terrones är en mosaik av jordbruksmark och naturlig växtlighet.